# US Cremonese
US Cremonese, är en fotbollsklubb från Cremona i Italien som bildades 24 mars 1903. Klubben spelar närvarande i Serie B
Klubben har gjort totalt 14 säsonger i högsta serien, varav 7 i Serie A. Den senaste säsongen i Serie A var 2022/2023 där man slutade näst sist och därmed relegerades. Stadio Giovanni Zini är en fotbollsstadion i Cremona, Italien som är hemmaarena för US Cremonese. Stadion byggdes 1929 och rymmer 20 641 åskådare.
Enda senaste svenska spelaren i klubben, var Samuel Gustafsson som var tidigare spelare och gjorde återkomst efter Cremonese kvalades till Serie A för säsongen 2022/2023 i det svenska fotbollsklubben BK Häcken. Även den före detta svenska landslagsspelaren Anders Limpar gjorde en säsong i klubben 1988-89 innan han sedan flyttade till Arsenal FC i England.

## Kända spelare
Se också Spelare i Cremonese
- John Aloisi
- Enrico Chiesa
- Giuseppe Favalli
- Anders Limpar
- Gianluca Vialli